# National Film Award du meilleur long métrage
Le National Film Award du meilleur long métrage est l'une des catégories des National Film Awards présentées annuellement par la Direction des festivals de films, l'organisation créée par le Ministère de l'information et de la radiodiffusion en Inde. C'est l'un des nombreux prix décernés pour les longs métrages et décerné avec le Golden Lotus (Swarna Kamal).
Le prix est annoncé pour tous les films produits dans toute l'Inde, quelle que soit l'industrie, quelle que soit la langue indienne.

## Récompense
Depuis sa création en 1953, le producteur du film reçoit une médaille d'or et un certificat. La récompense de 20 000 roupies a été introduit à la cinquième cérémonie (1957), puis a été réévalué à 40 000 roupies à la dix-huitième cérémonie (1970), puis à 50 000 roupies à la vingt-huitième (1980), et enfin à 250 000 roupies à la cinquante-quatrième (2006).

## Liste des vainqueurs
| Année      | Film                                                    | Langue                                 | Producteur                                                          | Réalisateur                        | Refs.  |
| ---------- | ------------------------------------------------------- | -------------------------------------- | ------------------------------------------------------------------- | ---------------------------------- | ------ |
| 1953 (1e)  | Shyamchi Aai                                            | Marathi                                | Pralhad Keshav Atre                                                 | Pralhad Keshav Atre                | [ 1 ]  |
| 1954 (2e)  | Mirza Ghalib                                            | Hindi                                  | Sohrab Modi                                                         | Sohrab Modi                        | [ 2 ]  |
| 1955 (3e)  | La Complainte du sentier (Pather panchali)              | Bengali                                | Gouvernement du Bengale Ouest                                       | Satyajit Ray                       | [ 3 ]  |
| 1956 (4e)  | Kabuliwala                                              | Bengali                                | Charuchitra                                                         | Tapan Sinha                        | [ 4 ]  |
| 1957 (5e)  | Do Aankhen Barah Haath                                  | Hindi                                  | V. Shantaram                                                        | V. Shantaram                       | [ 5 ]  |
| 1958 (6e)  | Sagar Sangamey                                          | Bengali                                | De Luxe Film Distributors                                           | Debaki Bose                        | [ 6 ]  |
| 1959 (7e)  | Apur Sansar                                             | Bengali                                | Satyajit Ray Productions                                            | Satyajit Ray                       | [ 7 ]  |
| 1960 (8e)  | Anuradha                                                | Hindi                                  | - Hrishikesh Mukherjee - L. B. Thakur                               | Hrishikesh Mukherjee               | [ 8 ]  |
| 1961 (9e)  | Bhagini Nivedita                                        | Bengali                                | Aurora Film Corporation                                             | Bijoy Bose                         | [ 9 ]  |
| 1962 (10e) | Dada Thakur                                             | Bengali                                | Shyamlal Jalan                                                      | Sudhir Mukherjee                   | [ 10 ] |
| 1963 (11e) | Shehar Aur Sapna                                        | Hindi                                  | Naya Sansar                                                         | Khwaja Ahmad Abbas                 | [ 11 ] |
| 1964 (12e) | Charulata                                               | Bengali                                | R. D. Bansal                                                        | Satyajit Ray                       | [ 12 ] |
| 1965 (13e) | Chemmeen                                                | Malayalam                              | Babu Ismail Settu                                                   | Ramu Kariat                        | [ 13 ] |
| 1966 (14e) | Teesri Kasam                                            | Hindi                                  | Shailendra                                                          | Basu Bhattacharya                  | [ 14 ] |
| 1967 (15e) | Hatey Bazarey                                           | Bengali                                | Asim Dutta                                                          | Tapan Sinha                        | [ 15 ] |
| 1968 (16e) | Les Aventures de Goopy et Bagha (Goopy Gyne Bagha Byne) | Bengali                                | - Nepal Dutta - Asim Dutta                                          | Satyajit Ray                       | [ 16 ] |
| 1969 (17e) | Monsieur Shome (Bhuvan Shome)                           | Hindi                                  | Mrinal Sen Productions                                              | Mrinal Sen                         | [ 17 ] |
| 1970 (18e) | Samskara                                                | Kannada                                | Pattabhirama Reddy                                                  | Pattabhirama Reddy                 | [ 18 ] |
| 1971 (19e) | Seemabaddha                                             | Bengali                                | - Bharat Shamsher - Jang Bahadur Rana                               | Satyajit Ray                       | [ 19 ] |
| 1972 (20e) | Swayamvaram                                             | Malayalam                              | Adoor Gopalakrishnan                                                | Adoor Gopalakrishnan               | [ 20 ] |
| 1973 (21e) | Nirmalyam                                               | Malayalam                              | M. T. Vasudevan Nair                                                | M. T. Vasudevan Nair               | [ 21 ] |
| 1974 (22e) | Chorus                                                  | Bengali                                | Mrinal Sen Productions                                              | Mrinal Sen                         | [ 22 ] |
| 1975 (23e) | Chomana Dudi                                            | Kannada                                | Praja Films                                                         | B. V. Karanth                      | [ 23 ] |
| 1976 (24e) | Mrigayaa                                                | Hindi                                  | Uday Bhaskar International                                          | Mrinal Sen                         | [ 24 ] |
| 1977 (25e) | Ghatashraddha                                           | Kannada                                | Sadanand Suvarna                                                    | Girish Kasaravalli                 | [ 25 ] |
| 1978 (26e) | Non décerné                                             | Non décerné                            | Non décerné                                                         | Non décerné                        | [ 26 ] |
| 1979 (27e) | Shodh                                                   | Hindi                                  | Sitakant Misra                                                      | Biplab Roy Choudhary               | [ 27 ] |
| 1980 (28e) | Akaler Shandhaney                                       | Bengali                                | D. K. Films                                                         | Mrinal Sen                         | [ 28 ] |
| 1981 (29e) | Dakhal                                                  | Bengali                                | Industrie du Film de Bengale ouest                                  | Gautam Ghose                       | [ 29 ] |
| 1982 (30e) | Chokh                                                   | Bengali                                | - Ministère de la culture de l'Inde - Gouvernement du Bengale Ouest | Utpalendu Chakrabarty              | [ 30 ] |
| 1983 (31e) | Adi Shankaracharya                                      | Sanskrit                               | NFDC                                                                | G. V. Iyer                         | [ 31 ] |
| 1984 (32e) | Damul                                                   | Hindi                                  | Prakash Jha Productions                                             | Prakash Jha                        | [ 32 ] |
| 1985 (33e) | Chidambaram                                             | Malayalam                              | G. Aravindan                                                        | G. Aravindan                       | [ 33 ] |
| 1986 (34e) | Tabarana Kathe                                          | Kannada                                | Girish Kasaravalli                                                  | Girish Kasaravalli                 | [ 34 ] |
| 1987 (35e) | Halodhia Choraye Baodhan Khai                           | Assamese                               | - Sailadhar Barua - Jahnu Barua                                     | Jahnu Barua                        | [ 35 ] |
| 1988 (36e) | Piravi                                                  | Malayalam                              | Film Folks                                                          | Shaji N. Karun                     | [ 36 ] |
| 1989 (37e) | Bagh Bahadur                                            | Bengali                                | Buddhadeb Dasgupta                                                  | Buddhadeb Dasgupta                 | [ 37 ] |
| 1990 (38e) | Marupakkam                                              | Tamoul                                 | NFDC                                                                | K. S. Sethumadhavan                | [ 38 ] |
| 1991 (39e) | Le Visiteur (Agantuk)                                   | Bengali                                | NFDC                                                                | Satyajit Ray                       | [ 39 ] |
| 1992 (40e) | Bhagwat Gita                                            | Sanskrit                               | T. Subbarami Reddy                                                  | G. V. Iyer                         | [ 40 ] |
| 1993 (41e) | À l'abri de leurs ailes (Charachar)                     | Bengali                                | - Gita Gope - Shankar Gope                                          | Buddhadeb Dasgupta                 | [ 41 ] |
| 1994 (42e) | Unishe April                                            | Bengali                                | Rituparno Ghosh                                                     | Rituparno Ghosh                    | [ 42 ] |
| 1995 (43e) | Kathapurushan                                           | Malayalam                              | Adoor Gopalakrishnan                                                | Adoor Gopalakrishnan               | [ 43 ] |
| 1996 (44e) | Lal Darja                                               | Bengali                                | - Chitrani Lahiri - Dulal Roy                                       | Buddhadeb Dasgupta                 | [ 44 ] |
| 1997 (45e) | Thaayi Saheba                                           | Kannada                                | Jayamala                                                            | Girish Kasaravalli                 | [ 45 ] |
| 1998 (46e) | Samar                                                   | Hindi                                  | - Shyam Benegal - Sahyadri Films - NFDC                             | Shyam Benegal                      | [ 46 ] |
| 1999 (47e) | Vanaprastham, la dernière danse (Vanaprastham)          | Malayalam                              | Mohanlal                                                            | Shaji N. Karun                     | [ 47 ] |
| 2000 (48e) | Shantham                                                | Malayalam                              | P. V. Gangadharan                                                   | Jayaraj                            | [ 48 ] |
| 2001 (49e) | Dweepa                                                  | Kannada                                | Soundarya                                                           | Girish Kasaravalli                 | [ 49 ] |
| 2002 (50e) | Chroniques indiennes (Mondo Meyer Upakhyan)             | Bengali                                | Arya Bhattacharya                                                   | Buddhadeb Dasgupta                 | [ 50 ] |
| 2003 (51e) | Shwaas                                                  | Marathi                                | Arun Nalawade                                                       | Sandeep Sawant                     | [ 51 ] |
| 2004 (52e) | Page 3                                                  | - Hindi - Anglais                      | Bobby Pushkarna                                                     | Madhur Bhandarkar                  | [ 52 ] |
| 2005 (53e) | Kaalpurush                                              | Bengali                                | Jhamu Sughand                                                       | Buddhadeb Dasgupta                 | [ 53 ] |
| 2006 (54e) | Pulijanmam                                              | Malayalam                              | M. G. Vijay                                                         | Priyanandanan                      | [ 54 ] |
| 2007 (55e) | Kanchivaram                                             | Tamoul                                 | Percept Picture Company                                             | Priyadarshan                       | [ 55 ] |
| 2008 (56e) | Antaheen                                                | Bengali                                | Screenplay Films                                                    | Aniruddha Roy Chowdhury            | [ 56 ] |
| 2009 (57e) | Kutty Srank                                             | Malayalam                              | Reliance Big Pictures                                               | Shaji N. Karun                     | [ 57 ] |
| 2010 (58e) | Adaminte Makan Abu                                      | Malayalam                              | - Salim Ahamed - Ashraf Bedi                                        | Salim Ahamed                       | [ 58 ] |
| 2011 (59e) | Deool                                                   | Marathi                                | Abhijeet Gholap                                                     | Umesh Vinayak Kulkarni             | [ 59 ] |
| 2011 (59e) | Byari                                                   | Beary                                  | Altaaf Hussain                                                      | Suveeran                           | [ 59 ] |
| 2012 (60e) | Paan Singh Tomar                                        | Hindi                                  | UTV Software Communications                                         | Tigmanshu Dhulia                   | [ 60 ] |
| 2013 (61e) | Ship of Theseus                                         | - Anglais - Hindi                      | Recyclewala Films Pvt Ltd                                           | Anand Gandhi                       | [ 61 ] |
| 2014 (62e) | Court                                                   | - Marathi - Gujarati - Anglais - Hindi | Zoo Entertainment Pvt. Ltd.                                         | Chaitanya Tamhane                  | [ 62 ] |
| 2015 (63e) | La Légende de Baahubali - 1re partie                    | Télougou                               | - Shobu Yarlagadda - Arka Media Works (P) LTD.                      | S. S. Rajamouli                    | [ 63 ] |
| 2016 (64e) | Kaasav                                                  | Marathi                                | - Sumitra Bhave - Sunil Sukthankar - Mohan Agashe                   | - Sumitra Bhave - Sunil Sukthankar | [ 64 ] |
| 2017 (65e) | Village Rockstars                                       | Assamais                               | Rima Das                                                            | Rima Das                           |        |
| 2018 (66e) | Hellaro                                                 | Gujarati                               | Saarthi Productions LLP                                             | Abhishek Shah                      |        |